# Championnat de Malaisie de football 2005
Navigation
Saison 2004 Saison 2005-2006
La saison 2005 du Championnat de Malaisie de football est la vingt-quatrième édition de la première division à Malaisie. Cette saison est la deuxième édition de la Super League, la nouvelle mouture du championnat organisé par la fédération. Les huit meilleurs clubs du pays sont regroupés au sein d'une poule unique où ils s'affrontent trois fois. À la fin de la compétition, les deux derniers du classement sont relégués et remplacés par les deux meilleurs clubs de Premier League, la deuxième division malaise.
C'est le club de Perlis FA qui remporte le championnat cette saison, après avoir terminé en tête du classement final, avec dix points d'avance sur le tenant du titre, Pahang FA et quinze sur Perak FA. C'est le tout premier titre de champion de Malaisie du club.
À l'issue de la saison, le champion et le vainqueur de la Coupe de Malaisie (ou le finaliste en cas de doublé) se qualifient pour la Coupe de l'AFC.

## Les clubs participants
| - Pahang FA - Selangor Public Bank FC - Perlis FA - Perak FA | - Melaka Telekom - Club promu de D2 - Selangor MPPJ - Club promu de D2 - Penang FA - Sabah FA |

## Compétition
Le barème de points servant à établir le classement se décompose ainsi :
- Victoire : 3 points
- Match nul : 1 point
- Défaite : 0 point

### Classement
| Rang | Équipe          | Pts | J  | G  | N | P  | Bp | Bc | Diff |
| ---- | --------------- | --- | -- | -- | - | -- | -- | -- | ---- |
| 1    | Perlis FA       | 45  | 21 | 14 | 3 | 4  | 43 | 19 | +24  |
| 2    | Pahang FAT      | 35  | 21 | 10 | 5 | 6  | 37 | 29 | +8   |
| 3    | Perak FA        | 30  | 21 | 9  | 3 | 9  | 33 | 25 | +8   |
| 4    | Melaka TelekomP | 28  | 21 | 7  | 7 | 7  | 23 | 28 | -5   |
| 5    | Selangor MPPJP  | 27  | 21 | 8  | 3 | 10 | 29 | 38 | -9   |
| 6    | Penang FA       | 25  | 21 | 8  | 1 | 12 | 27 | 31 | -4   |
| 7    | Public Bank FC  | 25  | 21 | 7  | 4 | 10 | 22 | 30 | -8   |
| 8    | Sabah FA        | 22  | 21 | 6  | 4 | 11 | 25 | 39 | -14  |

|  | Qualification pour la Coupe de l'AFC 2006                                                |
|  | Relégation en deuxième division                                                          |
|  | T : Tenant du titre C : Vainqueur de la Coupe de Malaisie P : Club promu en Super League |

## Bilan de la saison
| Championnat de Malaisie de football 2005 |                              |
| Champion                                 | Perlis FA (1er titre)        |
| Coupes et trophées                       |                              |
| Vainqueur de la Coupe de Malaisie 2005   | Selangor FA (Premier League) |
| Qualifications continentales             |                              |
| Coupe de l'AFC 2006                      | Perlis FA                    |
| Coupe de l'AFC 2006                      | Selangor FA                  |
| Promotions et relégations                |                              |
| Promus en Super League                   | Negeri Sembilan FA           |
| Promus en Super League                   | Selangor FA                  |
| Relégués en Premier League               | Public Bank FC               |
| Relégués en Premier League               | Sabah FA                     |